# NTFS重解析点
NTFS重解析点（英語：NTFS reparse point），微软官方也译作重分析点、重新解析点、重新分析点，是NTFS文件系统中的一种对象类型。它自Windows 2000起的NTFS v3.0版本以上開始支援。重解析点提供一种扩展NTFS文件系统的方法。一个重解析点包含一个重解析标签和数据，文件系统过滤器（file system filter）可以按标签解读它。微软提供了几个默认标签，包括NTFS符号链接、NTFS目录交接点和NTFS卷挂载点。另外，在Windows 2000的分层存储系统中，重解析点被用作已移动文件的占位符。此外，它也可以被用作硬链接，并且不仅限于指向同分卷中的文件，还可以指向任何本地分卷中的目录。

## 设计
一般情况：
- 硬链接：链接到一个文件（MFT记录）。只要存在至少一个指向它的链接，数据会保持可用。
- 软链接：链接到文件名（文件路径）。

### 软链接
Windows Vista支持新的符号链接能力。它取代了Windows 2000和Windows XP中的目录交接点。它的设计目的是帮助迁移和提升与UNIX操作系统的应用程序的兼容性。不同于目录交接点，符号链接也可以指向一个文件或远程SMB网络路径。此外，NTFS符号链接提供了跨文件系统的链接支持。但是，启用跨主机的符号链接功能需要远程系统也支持它，这使支持限制在Windows Vista及更高版本的Windows操作系统。
- NTFS符号链接(SYMLINK)：本地或远程，相对或绝对SMB文件或路径。Windows Server 2008使用软连接重定向 \Users\All Users\ -> \ProgramData\。符号链接可以指向不存在的目标，因为操作系统不会检查目标是否存在。使用 mklink 或 mklink /D 时，相对符号链接仅限于单个卷。
- 目录交接点（英语：NTFS junction point），也称软链接：可用于同一台计算机的同一个卷或不同卷的目录的链接。不能用于对文件的连接。底层用重解析点实现。使用 mklink /J 创建 junction 点后，使用Windows资源管理器删除它时，如果使用了Shift+Delete，将立即删除目标文件 (Windows 2000/XP/2003)。 del my_junction 命令不应该使用，因为它会删除目标目录中的所有文件。在Windows Vista及更高版本中，使用junction删除目录交接点（英语：NTFS junction point）是安全的。
- 卷装载点（Volume Mount Points）：卷装载点和前2者类似，只是更进一层：它能创建对整个卷的链接。
- 远程存储服务器（Microsoft Remote Storage Server）：Windows 2000的这个特性能利用一些规则来移除NTFS卷上不常用的文件，放到存档介质里（比如CD-RW或磁带）。当它把文件移出到“线下”或“半线下”的存储介质上时，RSS会自动创建指向这个存档文件的重解析点，以备日后使用。

### 硬链接
NTFS 硬链接：从Windows NT 4开始：多个路径指向同一驱动器上的文件。从Windows 2000开始，Windows API包括一个 CreateHardLink() 函数来创建硬链接，并且可用 DeleteFile() 移除。所有Windows NT版本都可以使用 GetFileInformationByHandle() 来确定一个文件已关联的硬链接数量。硬链接需要NTFS分区。运行在Windows上的类Unix仿真或软件兼容层（如Cygwin和基于UNIX应用程序的子系统）允许在Windows上使用POSIX接口。大多数现代操作系统不允许硬链接目录，以避免无限递归目录；而且，硬链接目录可能导致父目录的条目不一致；通常使用符号链接和NTFS目录交接点达到此目的。硬链接只能对同一文件系统上的文件创建。如果需要创建到另一文件系统的链接，应该使用符号链接。硬链接可以使用 mklink /H 命令创建。
硬链接使用与原文件相同的MFT记录。添加一个硬链接会创建一个新的文件名属性并增加硬链接计数器（每个新创建的文件+1）。删除一个硬链接会移除相应的文件名并将硬链接计数器-1。当计数器归零时，文件系统将删除该文件、释放其占用的磁盘空间及其MFT记录。所有名称属性是独立的，因此删除、移动或重命名文件不会影响其他硬链接。

## 特性

### 卷挂载点
NTFS卷挂载点类似Unix挂载点，将另一个文件系统的根附加到一个目录。在NTFS中，这允许额外的文件系统不逐一占用驱动器号（如 C:、D:）并挂载。
如果一个卷被挂在到另一个卷的现有目录上，该目录以前列出的内容将被隐藏，已挂载卷的根目录将取代它。已挂载卷仍然有自己单独分配的驱动器号。文件系统不允许卷被手动互相挂载。卷挂载点可以持久或非持久存在，两者区别是系统重启后是否会自动重新挂载。
已挂载卷可能使用非NTFS的文件系统，并可能有自己的安全设置和根据远程文件系统策略重新映射的访问权限。